# Третьяков, Николай Матвеевич
Николай Матвеевич Третьяков (8 августа 1923—1991) — советский художник, член Союза художников СССР, заслуженный художник РСФСР (1974).

## Биография
Родился 8 августа 1923 года в городе Темрюк Краснодарского края, в 1935 году семья переехала в Нальчик.
По окончании школы поступил на факультет живописи Северо-Осетинского педагогического института им. Коста Хетагурова, который окончил в 1940 году.
Участник Великой Отечественной войны. В РККА с 1941 года, на фронте с 1942 по 1945 годы. Принимал участие в боях Южного и 4-го Украинского фронтов.
Сержант, разведчик взвода управления 92-го истребительно-противотанкового артполка 6-й отдельной истребительно-противотанковой артиллерийской бригады РГК.

2.2.1945 в бою за город Дзедзице под сильным ружейно-пулемётным огнём противника исправил повреждённую линию связи, выполняя эту работу ползком на глазах у противника.— из приказа по подразделению на награждение медалью «За отвагу»
Награждён медалями «За боевые заслуги», «За отвагу», «За оборону Кавказа», «За освобождение Праги», «За Победу над Германией», отмечен Орденом Отечественной войны II степени (1985).
День Победы встретил в Праге. Демобилизовавшись в 1946 году вернулся в Нальчик, где жил и работал.
Член Союза художников СССР с 1957 года. Неоднократно избирался председателем правления Союза художников Кабардино-Балкарской АССР.
Умер в 1991 году.

## Творчество
Ещё во время учёбы создал серию графических работ «Война 1812». Вернувшись с фронта создал жанровые портреты современников — участников Великой Отечественной войны. В конце 1940-х годов создаёт серию картин «Покорители Эльбруса». В дальнейшем работал в жанре пейзажа.
Участник выставок: республиканских, зональных, с 1950-х годов — всероссийских, с 1978 годов — всесоюзных.
Персональные выставки прошли в Нальчике (1973, 1983, 2013), Москве (1980).

Он — один из первых профессиональных деятелей, без которых невозможно представить себе становление изобразительного искусства Кабардино-Балкарии. Основными жанрами в творчестве Третьякова Н. М. были картины на историко-революционную и современную темы, портрет, пейзаж. Его тематические полотнам свойственны глубокое знание жизни и быта народов, проживающих на территории республики, а также его героического прошлого и настоящего; портретная живопись отличается углублённым психологизмом образов. Его композиции всегда тщательно продуманы, в них автор всегда шёл от жизненного материала, от образов конкретных героев и актуальности показываемых событий— Е.М. Жантудуева, методист Кабардино-Балкарского музея изобразительных искусств имени А.Л. Ткаченко, 2013 год

## Память
В 2013 году в Музее изобразительных искусств имени А. Л. Ткаченко в городе Нальчике прошла выставка посвящённая 90-летию со дня рождения художника с экспозицией в 70 работ.